# Samir Nuiua
Samir Nuiua (10 de julio de 1985) es un deportista argelino que compitió en atletismo adaptado. Ganó ocho medallas en los Juegos Paralímpicos de Verano entre los años 2004 y 2016.

## Palmarés internacional
| Juegos Paralímpicos | Juegos Paralímpicos     | Juegos Paralímpicos | Juegos Paralímpicos |
| Año                 | Lugar                   | Medalla             | Prueba              |
| ------------------- | ----------------------- | ------------------- | ------------------- |
| 2004                | Atenas (Grecia)         | Medalla de oro      | 1500 m T46          |
| 2004                | Atenas (Grecia)         | Medalla de oro      | 5000 m T46          |
| 2004                | Atenas (Grecia)         | Medalla de plata    | 800 m T46           |
| 2008                | Pekín (China)           | Medalla de plata    | 800 m T46           |
| 2008                | Pekín (China)           | Medalla de bronce   | 1500 m T46          |
| 2012                | Londres (Reino Unido)   | Medalla de plata    | 800 m T46           |
| 2012                | Londres (Reino Unido)   | Medalla de bronce   | 1500 m T46          |
| 2016                | Río de Janeiro (Brasil) | Medalla de oro      | 1500 m T46          |